# Génération.s
Génération.s : le mouvement commun (abreviado y estilizado en G·s)  — es un partido político francés clasificado a izquierda, fundado el 1.º de julio de 2017 por Benoît Hamon, tras salir del Partido socialista (PS).
Nombrado Movimiento del 1.º  de Julio a su fundación, hace continuación a los resultados históricamente bajo del Partido socialista en 2017, durante la elección presidencial y de las elecciones legislativas. Lleva su nombre actual desde el 2 de diciembre de 2017. Designado candidato por 58,69 % de las voces a la segunda vuelta de la primaria socialista para representar su partido, Benoît Hamon es candidato a la elección presidencial de 2017, durante la cual queda eliminado en la primera vuelta obteniendo 6,36 % de los sufragios. Es en lo sucesivo candidato a su reelección en la undécima circunscripción de Yvelines durante las elecciones legislativas, donde fracasa a conservar su mandato, siendo eliminado igualmente a la primera vuelta. El 1.º de julio de 2017, abandona el Partido socialista y crea el Movimiento del 1.º Julio (abreviado en M1717 referencia a su fecha de fundación (1.º julio 2017) ). La apelación del movimiento es consagrada entonces a ser provisional.
Según Benoît Hamon, 11 000 personas han participado en la creación del movimiento. Los ecologistas Cécile Duflot y Yannick Jadot, el essayiste Raphaël Glucksmann, el periodista Edwy Plenel y el economista Thomas Porcher lo sostendrían en este paso.